# طوماس فاغنر
طوماس فاغنر (بالألمانية: Thomas Wagner)‏ (9 أكتوبر 1976 النمسا - 15 مارس 2023) هو لاعب كرة قدم نمساوي يلعب كمهاجم.